# Cobubatha idicra
Cobubatha idicra är en fjärilsart som beskrevs av Druce 1889. Cobubatha idicra ingår i släktet Cobubatha och familjen nattflyn. Inga underarter finns listade i Catalogue of Life.